# ميجر إيفرت
ميجر إيفرت (بالإنجليزية: Major Everett)‏ هو لاعب كرة قدم أمريكية أمريكي، ولد في 4 يناير 1960 في نيو هيربون في الولايات المتحدة.

## وصلات خارجية
- ميجر إيفرت على موقع مرجع كرة القدم المحترفة.كوم (الإنجليزية)